# Idealna Partia Demokratyczna
Idealna Partia Demokratyczna, PDI (fr. Parti Démocrate Idéal) – rwandyjska partia polityczna założona w 1991 roku jako Islamska Partia Demokratyczna. Jej liderem i jedynym posłem do Izby Deputowanych jest Mussa Fazil Harerimana. PDI należy do koalicji rządzącej.

## Historia
30 listopada 1991 roku w Rwandzie została założona Islamska Partia Demokratyczna (fra.: Parti Démocrate Islamique, PDI). Jej celem było reprezentowanie prześladowanych mniejszości w okresie trwającej wojny domowej, w szczególności społeczności muzułmańskiej. W drugiej połowie 1994 roku, po ludobójstwie zakończonym przez Rwandyjski Front Patriotyczny (RPF), PDI mianowała swojego przedstawiciela do Zgromadzenia Narodowego.
W 2003 roku przyjęła obecną nazwę ze względu na wprowadzenie konstytucyjnego zakazu działalności partii bazujących na religii. Jednocześnie skrót partii pozostał niezmienny. W wyborach parlamentarnych w 2003 roku PDI weszła w skład koalicji pod wodzą RPF. Partia wprowadziła wówczas dwóch posłów do Izby Deputowanych, a jej lider Mussa Fazil Harerimana został w 2006 roku ministrem spraw wewnętrznych.
Przez lata aktywności Harerimana wykreował się na politycznego lidera społeczności muzułmańskiej w Rwandzie. Jednocześnie jest jednym z zadeklarowanych zwolenników prezydenta Paula Kagame, którego określa mianem ojca narodu. Według Harerimany, gdyby nie rządy Kagame i RPF, społeczność muzułmańska w Rwandzie byłaby nadal zacofana, zajmując się głównie rolnictwem i pracą jako mechanicy.
W październiku 2007 roku na rok mandat poselski objęła Dora Urujeni. W wyborach w 2008 i 2013 roku PDI ponownie dołączyła do koalicji wyborczej pod przywództwem RPF. W 2011 roku senatorką z nominacji PDI została Fatu Harelimana, która w latach 2006–2011 sprawowała funkcję wiceprzewodniczącej Narodowej Komisji Wyborczej.
W lipcu 2013 roku PDI poparła inicjatywę wzywającą przedstawicieli grupy etnicznej Hutu do przeproszenia za dokonanie ludobójstwa na Tutsi w 1994 roku. Przedstawiciele partii wezwali rząd do stworzenia platformy umożliwiającej wyrażenie przeprosin, które jak stwierdzono, powinny być dobrowolne.
W październiku 2013 roku Abbas Mukama został jednogłośnie wybrany wiceprzewodniczącym Izby Deputowanych odpowiedzialnym jednocześnie za finanse i administrację.
W 2016 roku doszło do zaginięcia syna Harerimany studiującego w Sudanie. Wywołało to pytania w rwandyjskiej debacie publicznej czy ministrem spraw wewnętrznych może być polityk, którego syn zniknął bez śladu. Jedna z teorii zakładała, że mógł on dołączyć do ugrupowań terrorystycznych. Harerimana funkcję ministra pełnił do 5 października 2016 roku, gdy został odwołany i odsunięty od pełnienia ważnych funkcji przez kolejne dwa lata.
W wyborach prezydenckich w 2017 roku PDI poparła kandydaturę Paula Kagame, który z wynikiem 98,79% uzyskał reelekcję. W wyborach parlamentarnych w 2018 roku Harerimana ponownie zdobył mandat poselski i został wiceprzewodniczącym Izby Deputowanych odpowiedzialnym za finanse i administrację. 19 października 2019 roku na senatorkę z ramienia PDI mianowała została Salama Uwamulera. Decyzja ta została zawetowana przez Sąd Najwyższy. Nową kandydatką PDI została Hadidja Murangwa.
7 lutego 2020 roku Biuro Śledcze Rwandy (RIB) poinformowało, że prowadzi dochodzenie w sprawie zarzutów korupcyjnych wobec byłego wiceministra ds. szkolnictwa podstawowego i średniego Isaaca Munyakaziego. Były wiceminister z lat 2016–2019 został oskarżony o przyjęcie łapówki w wysokości 500 tysięcy RWF w zamian za manipulację w rankingach szkół względem egzaminów krajowych. 1 marca 2020 roku kierownictwo Idealnej Partii Demokratycznej zdecydowało o odebraniu Munyakaziemu funkcji wiceprzewodniczącego partii i usunęło go ze swoich szeregów.
30 listopada 2021 roku Idealna Partia Demokratyczna świętowała 30-lecie swojej działalności. 23 września 2023 roku PDI poparła kandydaturę Paula Kagame w wyborach prezydenckich zaplanowanych na 15 lipca 2024 roku.
Od 2003 roku PDI wchodzi w skład Forum Partii Politycznych, które stanowi pozaparlamentarną platformę dialogu międzypartyjnego w Rwandzie.